# Montaigu-le-Blin
 Montaigu-le-Blin  là một xã ở tỉnh Allier thuộc miền trung nước Pháp.